# 新村穣
新村 穣（しんむら みのり、1993年10月16日 - ）は、神奈川県出身の競輪選手、自転車競技選手。

## 来歴
神奈川県立保土ヶ谷高等学校を経て、法政大学に進学。トラックレースとロードレースの兼用選手として活動している。
2013年
- 全日本選手権トラックレース　チームパーシュート 3位

2014年
- en:Austral_Wheel_Race　優勝[1]
- 全日本選手権トラックレース　マディソン 2位

2015年
- 全日本選手権トラックレース
  -  男子マディソン 優勝

2016年
- 全日本選手権トラックレース
  -  男子マディソン 優勝